# 東北福祉大学芹沢銈介美術工芸館
東北福祉大学芹沢銈介美術工芸館（とうほくふくしだいがくせりざわけいすけびじゅつこうげいかん）は、宮城県仙台市青葉区国見の東北福祉大学・国見キャンパス内にある美術館。国の重要無形文化財に指定された染色技術である「型絵染」の技術保持者（人間国宝）に認定された芹沢銈介を顕彰し、その作品と民俗資料コレクションを展示する。

## 概要
静岡県静岡市出身の芹沢銈介（1895年-1984年）は、染色工芸家としてだけでなく、世界の染織物など民俗資料のコレクターとしても知られていた。終戦後から晩年にいたるまでにコレクションした資料は約6000点に上ると言われる。
また芹沢は、東北地方の風土と文化をこよなく愛し、1931年（昭和6年）以来度々東北を訪れ、定禅寺通りや青葉通りなど仙台市内のほか、鳴子温泉などを巡っていた。
1963年（昭和38年）に岡山県倉敷市の大原美術館に「芹沢館（工芸・東洋館）」が開設され、1981年（昭和56年）には静岡市立芹沢銈介美術館が開館し、西日本・中日本には芹沢作品や民俗資料コレクションが公開される場が整えられたが、北日本にはそれがない状態であった。美術工芸館初代館長を務めた長男の芹沢長介（考古学者・東北福祉大学名誉教授）によると、病床にあった芹沢は「仙台にも陳列館を一つ作ってくれよ」と語り、東北における展示施設の開設を切望していたと言う。
この意志を受けた芹沢長介が、残っていた作品とコレクションとを東北福祉大学に一括寄贈したことで、1989年（平成元年）に同大学・国見キャンパス（青葉区国見1丁目）に美術工芸館が開館した。
美術工芸館では、着物や帯、のれん、屏風、額絵などの芹沢作品のほか、芹沢が世界中から集めた染織物、木工品、装飾品、土製品などのコレクションが展示されている。
2019年（平成31年）1月に、国見キャンパスから宮城野区の仙台駅東口キャンパスへ移転。2020年（令和元年）に再度国見キャンパスへと移転した。

## 営業情報

### アクセス
- JR仙山線・東北福祉大前駅より（西門まで）徒歩8分、仙台市営バス「東北福祉大前」停留所より（正門）すぐ。